# Ilha La Ronciere
A ilha La Ronciere, também designada Ronsier, La Ronser, La Roncière ou  Whitney  (em russo:  Ла-Ронсьер, La Ronsier) é uma ilha no arquipélago da Terra de Francisco José, na Rússia ártica. A ilha tem uma área de 441 km².

## Geografia
A ilha La Ronciere fica na parte sul-oriental do arquipélago da Terra de Francisco José, a norte da Terra de Wilczek. O ponto mais alto da ilha tem 431 metros de altitude.
Recebeu o seu nome em 1874, dado por Julius von Payer e Karl Weyprecht, em homenagem ao capitão La Roncière Le Noury. A expedição Ziegler chamou-lhe ilha Whitney em 1903, assim se explicando essa designação em alguns mapas.